# Ділення стовпчиком

Процес ділення стовпчиком (американсько-британский варіант) числа 1 260 257 на число 37

Ділення стовпчиком — стандартна процедура в арифметиці, призначена для ділення великих цілих чисел за рахунок розбиття ділення на ряд більш простих кроків. Як і в усіх задачах на ділення, одне число, зване діленим, ділиться на інше, зване дільником, утворюється результат, який зветься часткою. Цей спосіб дозволяє виконувати ділення довільно великих чисел, розбиваючи процес на серію послідовних простих кроків.

## Французьке позначення (в Бельгії, Іспанії, Білорусі, Грузії, Казахстані, Молдові, Росії, Україні)
В Україні та деяких інших країнах дільник розташовується праворуч від діленого, відділяючись від нього вертикальною рискою. Ділення також відбувається в стовпчик, але частка (результат) записується нижче дільника і відокремлюється від нього горизонтальною рискою.
```
    127│
4    
               500│
4    

   -
12
 │31,75              -
4
  │125
      7                     10
    -
 4
                    -
 8

      30                     20
     -
28
                    -
20

       20                     0
      -
20

        0
```

## Німецьке позначення
У деяких європейських країнах використовується інше позначення. Обчислення абсолютно таке ж, але записується інакше, як показано на прикладі:
```
     500 ÷ 4 =  
1
2
5
   (Пояснення) 
     
4
                (4 
×
  
1
 = 4)
     
1
0               (5 -  4 = 
1
)
      
8
               (4 
×
  
2
 = 8)
      
2
0             (10 -  8 = 
2
)
      
20
              (4 
×
  
5
 = 20)
       0             (20 - 20 = 0)
```

та
```
     127 ÷ 4 = 31.75
     
12
         (12 - 12 = 0 який записаний на наступній лінії)                    
      07        (сім переноситься з діленого 127) 
       
4
       
       3.0      (3
 
— це остача, яка розділена на 4 для отримання 0,75)
       
2 8
      (7 
×
 4 = 28)
         20     (додатковий нуль переноситься)
         
20
     (5 
×
 4 = 20)
          0
```

## Британське позначення (в США)
При діленні на папері не використовуються символи скісної риски або обелюса. Замість цього ділене, дільник і частка (в процесі знаходження) розташовуються в таблиці. Приклад ділення 500 на 4 (з результатом 125):
```
    
 
1
2
5
     (Пояснення)
   4)500
     
4
        (4 
×
  
1
 = 4)
     
1
0       (5 -  4 = 
1
)
      
8
       (4 
×
  
2
 = 8)
      
2
0     (10 -  8 = 
2
)
      
20
      (4 
×
  
5
 = 20)
       0     (20 - 20 = 0)
```

Приклад ділення з остачею:
```
    
  31.75
     
   4)127
     
12
         (12 - 12 = 0 який записаний на наступній лінії)                    
      07        (сім переноситься з діленого 127) 
       
4
       
       3.0      (3
 
— це остача, яка розділена на 4 для отримання 0.75)
       
2 8
       (7 
×
 4 = 28)
         20     (додатковий нуль переноситься)
         
20
     (5 
×
 4 = 20)
          0
```

1. По-перше, треба звернути увагу на ділене (127), щоб визначити чи може дільник (4) відніматися з нього (в нашому випадку не може, оскільки маємо одиницю як першу цифру і ми не можемо використовувати від'ємні числа, тому не можна написати −3)
2. Якщо перша цифра недостатньо велика, ми беремо разом з нею наступну цифру. Таким чином у нашому розпорядженні як перше число тепер буде число 12.
3. Візьміть максимальне число четвірок, яке може бути вирахуване з першого числа. У нашому випадку з 12 може бути вирахуване 3 четвірки
4. У частці (над другою цифрою діленого, так як це остання цифра яка використовується) напишіть отриману трійку, а під діленим число 12
5. Вирахуйте 12, яку ви написали, із відповідного числа вище нього (результат буде, звісно, 0)
6. Слід повторити перший крок
7. Так як 0 — непідхоже число для діленого, перенесіть наступну цифру з діленого (7). В результаті отримуємо 07
8. Слід повторити крок 3, 4 та 7
9. У вас буде число 31 в частці, 3 як остача і більше жодного числа в діленому
10. Можна продовжити ділення, отримуючи в частці десятковий дріб: додайте праворуч від частки точку, а до остачі (3) праворуч нуль і продовжуйте ділення, додаючи нуль всякий раз коли ділене менше дільника (4)